# Mihai Lazar
Mihaita Alexandru Lazar (Iași, 3 novembre 1986) è un rugbista a 15 rumeno, che gioca nel ruolo di pilone nell'Oyonnax.

## Biografia
Lazar iniziò la sua carriera come rugbista nel club rumeno dello Steaua; con la compagine della capitale giocò per quattro anni, aggiudicandosi, alla prima stagione in prima squadra (2005-2006), il Campionato rumeno. Nel 2009 si trasferì in Francia nel Saint-Étienne dove trascorse solo un anno ottenendo, però, la promozione in Pro D2 grazie al raggiungimento del secondo posto nel campionato di Federale 1. Successivamente fu ingaggiato dal Provenza, militante in Pro D2. Dopo due stagioni nella squadra provenzale, con la quale segnò la sua prima (e tuttora unica) meta a livello professionistico, nel 2012 ricevette la chiamata del Castres che già allora disputava il Top 14. La sua esperienza iniziò nel migliore dei modi, infatti, già alla prima stagione nel nuovo club si aggiudicò il titolo di campione di Francia 2012-2013. La militanza nel Castres durò un totale di sei anni, nei quali disputò più di 100 partite nel massimo campionato francese, e si concluse con la seconda vittoria nel Top 14 2017-18. Nell'estate 2018, scaduto il suo contratto con il club occitano, ne firmò uno annuale con il Grenoble, neopromosso in Top 14.
A livello internazionale, Lazar esordì nel 2008 con la Romania in un incontro con la Repubblica Ceca. Nel 2010 si aggiudicò il Campionato europeo di rugby e l'anno seguente prese parte alla Coppa del Mondo di rugby 2011, giocando tre partite e segnando la sua prima meta in nazionale contro la Scozia. Negli anni seguenti la sua presenza con la selezione rumena fu costante e lo portò ad essere selezionato per la Coppa del Mondo di rugby 2015, nella quale disputò quattro incontri. Con la nazionale vinse anche il Campionato europeo 2016-17.

## Palmarès
- Campionati rumeni: 1
Steaua: 2005-06
- Campionati francesi: 2
Castres: 2012-13, 2017-18
- Campionato europeo : 2
Romania: 2010, 2016-17